# Monte Binga
Monte Binga ist mit einer Höhe von 2436 m der höchste Berg Mosambiks und der zweithöchste Berg Simbabwes. Er ist Teil des Chimanimani-Gebirges und liegt im Chimanimani-Nationalpark an der Grenze zwischen Simbabwe und Mosambik in der Provinz Manica.